# Intelligenztheorie
Es gibt in der Differentiellen Psychologie verschiedene Intelligenztheorien (auch Intelligenzmodelle genannt), die versuchen, die Ursachen und Auswirkungen von menschlicher Intelligenz zu beschreiben.

## Faktorielle Theorien
Faktorielle Theorien zur menschlichen Intelligenz beruhen auf dem Verfahren der Faktorenanalyse. Dieses Verfahren ermöglicht die Zusammenfassung der Ergebnisse einer Vielzahl von Testaufgaben zu einer durch wenige Faktoren beschreibbaren Datenstruktur.

### Zwei-Faktoren-Theorie von Spearman
Charles Spearman entdeckte positive Korrelationen zwischen verschiedenen intellektuellen Leistungen; wies eine Person für eine intellektuelle Leistung überdurchschnittlich gute Werte auf (z. B. als Schulnote in Deutsch), so konnten mit höherer Wahrscheinlichkeit auch weitere überdurchschnittliche Leistungen (z. B. in Mathematik) verzeichnet werden. Diesen Umstand definierte Spearman als positive Mannigfaltigkeit. Die Beobachtung dieser positiven (wenn auch nicht vollständig perfekten) Zusammenhänge von Aufgaben, für die intellektuelle Fähigkeiten erforderlich sind, bildete die Grundlage für Spearmans weitere Forschung. Die Interkorrelation verschiedener intellektueller Leistungen müsste – so Spearman – durch eine gemeinsame Dimension gestiftet werden; durch einen Faktor der generellen Intelligenz g (g = general). G soll also eine gemeinsame Grundlage bzw. einen universellen Zusammenhang über verschiedene Aufgaben und Situationen hinweg darstellen.
Spearman entwickelte mit Hilfe des Generalfaktorenmodells der Faktorenanalyse seine Zwei-Faktoren-Theorie. Dabei wird aus den vorliegenden Testdaten ein einziger übergeordneter Faktor extrahiert. Auf diese Weise extrahierte Spearman den Faktor g. Diesen Faktor beschrieb er als generellen, alle unterschiedlichen Leistungsbereiche beeinflussenden Intelligenzfaktor. Die Ausprägung dieser allgemeinen Intelligenz bestimme u. a. Verarbeitungsgeschwindigkeit, geistige Kapazität, intellektuelle Leistung – kurz: ob eine Person insgesamt eher ein „simple character“ oder ein „begabteres Genie“ ist.
Da die Korrelation der verschiedenen intellektuellen Leistungen mit g auch nach einer Messfehlerbehebung nur mittelhoch blieben, stellte Spearman die Vermutung auf, es müsse noch ein weiteres Phänomen geben, das für jede einzelne Leistung steht. Und so etablierte Spearman den spezifischen Faktor s (s = specific). Berücksichtigt man nun beide Faktoren, so würde die Gleichung zur Messung eines Leistungsmesswertes folgendermaßen aussehen: xi = gi + si.
Diese spezifischen Intelligenzfaktoren sind dem Faktor g hierarchisch untergeordnet und bereichsspezifische, voneinander unabhängige Faktoren. Sie bestimmen (jedoch wesentlich vom Faktor g beeinflusst) die Leistung einer Person in bestimmten Bereichen – z. B. bei mathematischen Aufgaben, bei verbalen oder räumlichen Problemstellungen.
Je ausgeprägter die Begabung in einer bestimmten intellektuellen Fähigkeit war, desto mehr verlor der Faktor g zugunsten der spezifischen Faktoren an Bedeutung. Dieser Beobachtung legte Spearman die Begabungsdifferenzierungshypothese zugrunde. Darüber hinaus erwies sich der Faktor g in weiteren Untersuchungen desselben Datensatzes trotz unterschiedlicher Operationalisierungen und Methoden als sehr robust. Diesen Umstand definierte Spearman als Indifferenz der Indikatoren.
Gemäß Spearman wird der Faktor g durch drei basale Operationen charakterisiert:
- Begreifen der Erfahrung
- Entdecken/Ableiten von Beziehungen
- Entdecken/Ableiten von Zusammenhängen

Da der Faktor s für jede individuelle Leistung existiert (s1, s2, s3, …, sn), ist der Name „Zwei-Faktoren-Theorie“ streng genommen irreführend. Neben dem generellen Hauptfaktor g prägen beliebig viele Faktoren s dieses Modell.

### Thurstones Primärfaktorenmodell
Louis Leon Thurstone lehnte die Vorstellung eines generellen, übergeordneten Intelligenzfaktors ab. Er betonte die bereichsspezifische Organisation der Intelligenz und sah diese als Zusammensetzung von verschiedenen Einzelfähigkeiten an. Durch sein faktorenanalytisches Vorgehen extrahierte er so sieben Primärfaktoren (primary mental abilities) der Intelligenz:
- S (space): räumlich-visuelle Aufgaben wie z. B. mentales Rotieren von Objekten
- P (perceptual speed): Wahrnehmung von Objekten und Relation zwischen ihnen, z. B. Fortsetzung einer Reihe von Objekten
- N (numerical ability): rechnerisch-mathematische Fähigkeiten
- M (memory): Gedächtnisleistung, z. B. Fragen zu einer für kurze Zeit dargebotenen Szene beantworten
- R (reasoning): logisches Schlussfolgern
- W (word fluency): Wortflüssigkeit, z. B. Finden von Synonymen
- V (verbal relations): verbale Beziehung richtig verstehen und interpretieren[1]

Eine oft gegen Thurstone vorgebrachte Kritik bezieht sich auf sein methodisches Vorgehen: Zur Extraktion seiner Faktoren verwendet er eine sogenannte oblique bzw. schiefwinklige Transformation. Diese hat zur Folge, dass die extrahierten Faktoren nicht gänzlich voneinander unabhängig sind – also schwach miteinander korrelieren. Tatsächlich besteht zwischen den sieben Primärfaktoren eine schwache positive Korrelation. Vertreter des Generalfaktorenmodells der Intelligenz sehen den Grund dieser Korrelation gemäß ihrer Theorie in einem übergeordneten, generellen Intelligenzfaktor (zur methodischen Interpretation der Korrelation siehe Partialkorrelation).

### Cattells Zwei-Faktoren-Modell
Ein anderes hierarchisches Faktorenmodell haben Cattell (1943, 1963, 1971, 1987) und sein Mitarbeiter Horn (1968) entwickelt. Er identifizierte zwei Intelligenzfaktoren, die fluide (oder flüssige) und die kristalline (auch kristallisierte) Intelligenz. Die fluide Intelligenz ist angeboren bzw. vererbt und kann nicht durch die Umwelt beeinflusst werden. Zu ihr gehören beispielsweise die geistige Kapazität, die Auffassungsgabe, das generelle Verarbeitungsniveau.
Die kristalline Intelligenz (auch: kristallisierte Intelligenz) umfasst alle Fähigkeiten, die im Laufe des Lebens erlernt bzw. durch die Umwelt bestimmt werden. Dabei ist die kristalline von der fluiden Intelligenz abhängig. Sie umfasst sowohl explizites Wissen (semantisches und episodisches, wie z. B. Faktenwissen), als auch implizit Gelerntes (bestimmte Verhaltensweisen, Fahrradfahren, Rechnen etc.). Intelligenz bezieht sich auf die Fähigkeit, dieses erworbene Wissen anzuwenden.
1963 stellte Cattell sein Modell der „fluid and crystallized general intelligence“ vor, wobei er auch Spearmans Modell aufgriff und modifizierte. Er führte ebenfalls mehrere Faktorenanalysen durch und kam auf drei Ordnungsebenen. Dabei sind die Faktoren umso allgemeiner gehalten, je höher die Ordnung ist. Es gibt sechs Faktoren 1. Ordnung und zwar verbale, räumliche, logische und numerische Fähigkeiten, sowie Sprachfluss und Gedächtnis. Die Faktoren 2. Ordnung gliedern sich dann in die fluide und kristalline Intelligenz, auf die das größte Augenmerk gelegt wird. Die Faktoren 3. Ordnung schließlich sind die historische fluide Intelligenz und die allgemeine Lernerfahrung. Die beiden Faktoren 2. Ordnung besitzen unterschiedliche Eigenschaften. Die fluide Intelligenz ist für die Analyse von Aufgaben zuständig. Sie beinhaltet vor allem angeborene Leistungsfähigkeiten, ist daher auch als eher allgemein und instinktiv zu betrachten. Die bloße Fähigkeit, die Kapazität, zum Wissenserwerb ist ebenfalls durch die fluide Intelligenz zu begründen. Fähigkeiten wie logisches Denken oder die Herstellung und der Gebrauch von komplexen Bezügen ist diesem Faktor unterzuordnen und bestimmt vor allem das Vermögen, sich neuen Problemen und Situationen anzupassen. Um diesen Teil der Intelligenz messbar zu machen, lassen sich kulturfreie Tests anwenden; das bedeutet, dass sich diese Tests nicht auf Allgemeinwissen beziehen, das ja kulturell unterschiedlich ist. Dabei kann man davon ausgehen, dass die fluide Intelligenz von der jeweiligen Testsituation beeinflusst wird. Im Allgemeinen lässt sich sagen, dass die fluide Intelligenz sehr an intakte neuronale Strukturen und Prozesse gebunden ist und dementsprechend durch Krankheit oder Verletzung beeinträchtigt werden kann. Bei der Entwicklung ist etwa im Alter von 14/15 Jahren ein Stillstand zu verzeichnen und ab dem 22. Lebensjahr ist sie sogar etwas rückläufig.
Die von der fluiden Intelligenz z. T. abhängige kristalline Intelligenz (vgl. Investmenttheorie) bezieht sich hingegen auf die Ausführung einer Arbeit, das Lösen einer Aufgabe, und zwar bezogen auf die Bildung, das Wissen. Hier gibt es nun die erwähnten kulturspezifischen Elemente. Das gespeicherte Wissen, die bisherigen Lernprozesse treten hier in den Vordergrund. Der Faktor zeigt sich besonders in verbalen sowie numerischen oder mechanischen Fähigkeiten im Verstand und der Urteilsfähigkeit. Die kristalline Intelligenz ist am besten mit kulturspezifischen Tests zu erfassen. Dadurch, dass die kristalline Intelligenz das Wissen eines Menschen beinhaltet, lässt sich ein leichter Zusammenhang zur Persönlichkeit herstellen. Sie wird stark von Übung und Interesse beeinflusst. Bei der kristallinen Intelligenz ist die Entwicklung ca. zwischen dem 18. bis 20. Lebensjahr weitestgehend beendet, sie kann sich jedoch auch bis zum 50. Lebensjahr erstrecken. Cattell bemerkte 1973: „Die kristalline Intelligenz ist gewissermaßen das Endprodukt dessen, was fluide Intelligenz und Bildung gemeinsam hervorgebracht haben.“
Was zum Verständnis noch erwähnt werden sollte, ist, dass die kristalline Intelligenz nicht gleichzusetzen ist mit der Leistung; denn sie bezieht sich auf den Umgang mit komplexen Zusammenhängen, während die Leistung jegliches schulisches Wissen des Individuums abdeckt. Es lässt sich somit sagen, dass bisher durchgeführte Tests an Gültigkeit verlieren, wenn das Modell angenommen wird, da kristalline und fluide Intelligenz nie getrennt voneinander erfasst worden sind.

### Das CHC-Modell
John B. Carroll (1993) konnte in seiner Analyse Hunderter Studien zur Intelligenz zeigen, dass sich viele der hier genannten Faktorenmodelle integrieren lassen. Seine Untersuchung resultierte in einem mehrstufigen hierarchischen Modell. Auf der untersten Stufe (Stratum I) finden sich höchst spezifische Aufgaben. Die mittlere Ebene (Stratum II) beinhaltet komplexere Fähigkeiten, beispielsweise fluide Intelligenz Gf oder kristalline Intelligenz Gc. Auf der höchsten Ebene (Stratum III) ist schließlich die allgemeine kognitive Fähigkeit g angesiedelt, mit der alle untergeordneten Eigenschaften mehr oder weniger stark zusammenhängen.
Da sich Cattells Modell der fluiden und kristallinen Intelligenz (z. B. Horn & Cattell, 1966), welche insbesondere im Kontext der Intelligenzentwicklung von Bedeutung ist, unter die Ergebnisse Carrolls subsumieren lässt, schlug McGrew (2005) vor, diese beiden in ein Modell („CHC-Modell“) zu integrieren, welches seitdem breite Akzeptanz in der Forschung genießt, allerdings auch aufgrund seiner schwammigen Konzeptionalisierung kritisiert wurde. Eine der Hauptkritiken am CHC-Modell bezieht sich auf die der kristallinen Intelligenz Gc zugrundeliegende Idee, dass diese aufgrund von individuellen Unterschieden in der fluiden Intelligenz Gf entstünde. In dieser Konzeptionalisierung kann Gc als formatives Konstrukt aufgefasst werden, das sich vollständig auf Gf konditionieren lassen müsste. Da dies in Carrolls Analyse aber nicht der Fall war, können nur unbeobachtete Drittvariablen für die Dissoziation von Gf und Gc verantwortlich sein. In einer Reanalyse des von Carroll genutztes Datensatzes konnten von Kan und Kollegen gezeigt werden, dass unter Beachtung unterschiedlicher Bildungshintergründe Gf auf Stratum II und g auf Stratum III vollständig identisch sind. Gc hingegen verschwand aus der Faktorlösung. Vor diesem Hintergrund sollte kristalline Intelligenz nicht als eigenständige (organische) Intelligenzfacette aufgefasst werden, sondern kann durch den umweltbedingten, individuell unterschiedlichen Zugang zu Bildung und damit einhergehender Ausbildung verbalen Fertigkeiten erklärt werden.

### Mehrdimensionale Modelle

#### Guilfords Würfelmodell
Ein faktorieller Ansatz der Untersuchung der Intelligenz stammt von Joy Paul Guilford. Dieser unterscheidet drei Dimensionen der Intelligenz.
- Zum einen die Denkinhalte. Hier unterscheidet er vier Einteilungen – beispielsweise abstrakte oder figurale Denkinhalte.
- Die zweite Dimension stellen die Denkoperationen dar. Diese werden in fünf Abstufungen eingeteilt, z. B. konvergentes Vorgehen (die Konzentration auf einen spezifischen Lösungsansatz und die konsequente Weiterentwicklung dieses) oder Divergenzvorgehen (das Finden möglichst vieler verschiedener Lösungsmöglichkeiten und letztendlich die Wahl der besten).
- Die dritte Dimension wird durch die Denkresultate bestimmt. Diese werden in sechs Kategorien aufgeteilt, z. B. das Finden einer neuen, einzigartigen Lösung, das Finden von Kategorien oder Klassen oder die Übertragung der Lösung von einer auf eine andere Situation.

Diese drei Dimensionen spannen also, bildlich dargestellt, ein dreidimensionales Koordinatenkreuz auf. In dieses kann man sich nun einen Quader denken, auf dessen drei sichtbaren Flächen in kleinen Rechtecken alle möglichen Kombinationen der drei Dimensionen dargestellt sind (darum tetraedrisches Modell, da diese drei Flächen des Quaders bedeutend sind). Die (4 × 5 × 6 =) 120 Kombinationen stellen nach Guilford jeweils einzelne Intelligenzbereiche dar. Vertretern dieses Ansatzes ist es bis heute noch nicht vollständig gelungen, für jede Kombination passende Aufgaben zu finden (etwa 20 davon stehen noch aus).
Guilfords tetraedrisches Modell wird auch gelegentlich als „Guilfords Intelligenzstrukturmodell“ oder „ISM von J. P. Guilford“ bezeichnet. In der aktuellen Intelligenzforschung spielt das Modell nur noch unter historischen Gesichtspunkten eine Rolle.

#### Jägers Berliner Intelligenzstrukturmodell (BIS)

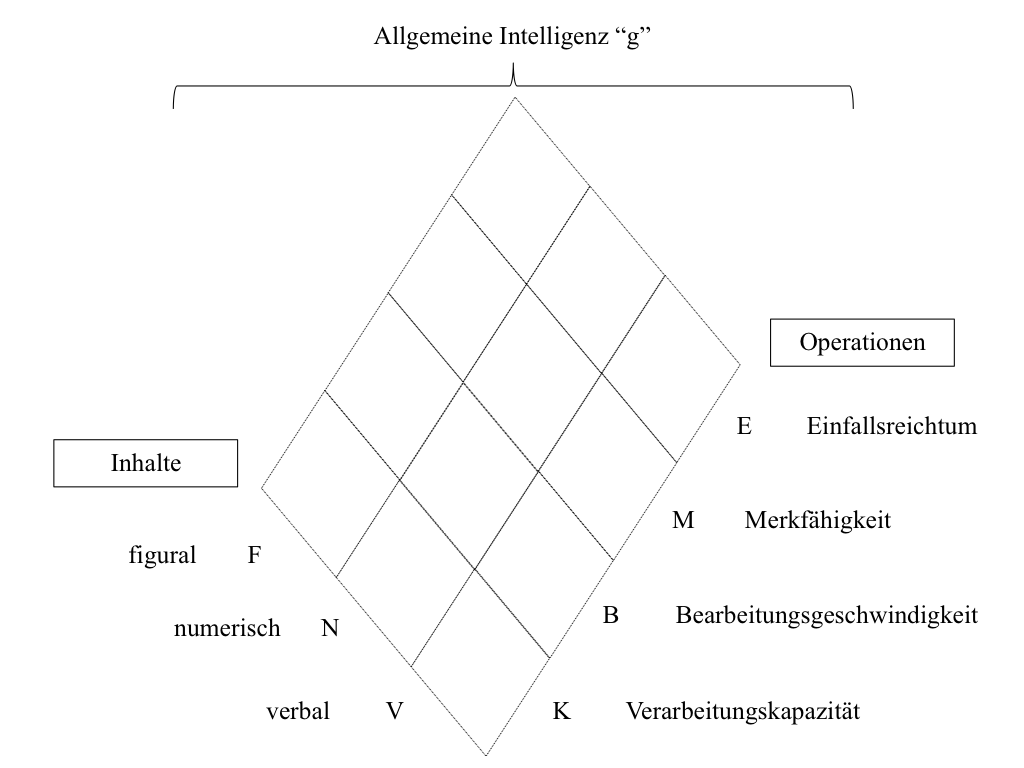
Berliner Intelligenzstrukturmodell nach Adolf Otto Jäger

Ein weiterer Ansatz ist das Berliner Intelligenzstrukturmodell von Adolf Otto Jäger (1984). Dieser versuchte bei seinem Forschungsprojekt „Produktives Denken/Intelligentes Verarbeiten“ die konkurrierenden Modelle mit einer möglichst repräsentativen Variablenstichprobe des Leistungsbereichs, für den Geltung beansprucht wird, zu konfrontieren und ein Strukturmodell auf der Basis von Variablenstichproben, welche die Vielfalt intellektueller Leistungsformen möglichst umfassend repräsentieren, zu generieren. Die repräsentative Variablenstichprobe wurde dadurch gewährleistet, dass bei den Untersuchungen aus ca. 2000 Aufgabentypen, 191 Aufgabenblöcke extrahiert wurden, die sich wiederum 98 Aufgabentypen zuordnen ließen. Das bedeutet, die Mannigfaltigkeit des Aufgabenmaterials der verschiedenen Modelle wurde beibehalten. Die Probanden waren Berliner Oberstufenschüler im Alter von 16 bis 21 Jahren.
Bei Jägers Arbeiten ist ein deskriptives Modell entstanden, welches hierarchisch und bimodal strukturiert ist. Jäger extrahiert sieben hochgradig generelle Hauptkomponenten in zwei aufgestellten Modalitäten, wobei diese unterschiedliche Aspekte benennen, unter denen sich dieselben Gegenstände klassifizieren lassen. Die Modalität „Operationen“ setzt sich aus folgenden Komponenten zusammen:
- Bearbeitungsgeschwindigkeit (B; Arbeitstempo, Auffassungsleichtigkeit und Konzentrationskraft beim Lösen einfach strukturierter Aufgaben von geringem Schwierigkeitsniveau),
- Merkfähigkeit (M; aktives Einprägen und kurz- oder mittelfristiges Wiedererkennen oder Reproduzieren von verbalem, numerischen und figural-bildhaftem Material),
- Einfallsreichtum (E; flüssige, flexible und auch originelle Ideenproduktion, die an Verfügbarkeit vielfältiger Informationen, Reichtum an Vorstellungen und das Sehen vieler verschiedener Seiten, Varianten, Gründen für Möglichkeiten von Gegenständen und Problemen voraussetzt, wobei es um problemorientierte Lösungen geht, nicht um ungesteuertes Schwelgen in Phantasien) und der
- Verarbeitungskapazität (K; Verarbeitung komplexer Informationen bei Aufgaben, die vielfältiges Beziehungsstiften, formallogisch exaktes Denken und sachgerechtes Beurteilen von Informationen erfordern).

Die Modalität „Inhalte“ besteht aus den Fähigkeitsbündeln:
- sprachgebundenes Denken (V; verbal; Fähigkeitsbündel entspricht dem Grad seiner Aneignung und Verfügbarkeit und scheint bei allen sprachgebundenen Operationen mitbestimmend zu sein),
- zahlengebundenes Denken (N; numerisch; Fähigkeitsbündel entspricht dem Grad seiner Aneignung und Verfügbarkeit und scheint bei allen zahlengebundenen Operationen beteiligt zu sein) und dem
- anschauungsgebundenen Denken (F; figural-bildhaft).

Die allgemeine Intelligenz „g“ umfasst alle sieben der genannten Hauptkomponenten.
Die aufgeführten Strukturkomponenten, sowie „g“, sieht Jäger nicht als endgültig an; sie sollen eher als Modellkern angesehen werden, der offen ist für Ergänzungen weiterer operativer und inhaltsgebundener Einheiten, Ansiedlungen von Einheiten zwischen „g“ und den sieben Hauptkomponenten, Differenzierungen in speziellere Einheiten und die Ergänzungen weiterer Modalitäten. Beispielsweise konnten weitere Untersuchungen in dem Forschungsprojekt „Produktives Denken/Intelligentes Verarbeiten“ zum Thema praktische Intelligenz zeigen, dass es angebracht wäre, das Berliner Intelligenzstrukturmodell um eine weitere Inhaltsmodalität „konkret-gegenständliches Material“ zu erweitern. Aktuelle Forschungsbefunde zum Thema auditive Intelligenz deuten ebenfalls darauf hin, dass eine Modellerweiterung um eine Inhaltsmodalität „auditiv“ angemessen erscheint.
Das Berliner Intelligenzstrukturmodell konnte an verschiedenen internationalen Stichproben mit unterschiedlichen Aufgaben sowie verschiedenartigen Auswertungsmethoden repliziert werden. Eine Besonderheit des BIS-Modells ist weiterhin, dass mit dem BIS-Test ein dem Modell entsprechend inhaltsvalider Intelligenztest vorliegt, der alle Facetten und Dimensionen des BIS-Modells abdeckt (anders als beispielsweise bei der CHC-Theorie).

## Das Radex-Modell
Guttman (1954) postulierte, dass sich Intelligenztestaufgaben hinsichtlich ihrer Komplexität unterscheiden. Mit Hilfe des Verfahrens der multidimensionalen Skalierung lässt sich dieser Zusammenhang grafisch anschaulich darstellen. Komplexere Aufgabentypen liegen näher am Zentrum der Radex. Ferner unterschied Guttman zwischen drei Inhaltsbereichen (figurale, verbale und numerische Intelligenz), die in Form von Sektoren um g herum angeordnet sind. Mathematische Textaufgaben wären demnach im Überschneidungsbereich zwischen dem numerischen und dem verbalen Sektor anzusiedeln. Diese Differenzierung zwischen verschiedenen Inhaltsbereichen konnte im Berliner Intelligenzstrukturmodell (BIS) bestätigt werden.
Einen integrativen Ansatz zwischen dem hierarchischen und dem Radex-Ansatz schlugen Marshalek et al. (1983) vor. Sie konnten nachweisen, dass die hierarchisch höher angesiedelte allgemeine Intelligenz (g) mit Guttmans Komplexität gleichzusetzen ist. Aufgaben mit hoher g-Ladung (wie etwa die Matrizenaufgaben von Raven) liegen entsprechend nahe am Zentrum.

## Grundlegende kognitive Prozesse: Verarbeitungsgeschwindigkeit und Arbeitsgedächtnis
Im Vergleich zu komplexeren Fähigkeiten wie etwa dem logischen Schlussfolgern stellen Verarbeitungsgeschwindigkeit und Arbeitsgedächtnis grundlegendere mentale Fähigkeiten dar, deren Bedeutung für die Intelligenz seit dem Beginn der Intelligenzforschung diskutiert wird und bis heute nicht an Aktualität verloren hat. Siegfried Lehrl beispielsweise vertritt die Theorie, dass Intelligenz auf Informationsverarbeitungsgeschwindigkeit und Gedächtnisspanne basiere. Der Arbeitsspeicher sei im Präfrontalhirn lokalisiert. Er entwarf auch den Kurztest für allgemeine Basisgrößen der Informationsverarbeitung.

### Verarbeitungsgeschwindigkeit
Schon früh vertrat Francis Galton (1883) die Sicht, dass verschiedene Maße der kognitiven Geschwindigkeit wie die Reaktionszeit Rückschlüsse auf die Intelligenz einer Person erlauben. Neuere empirische Befunde zur Entwicklung der Intelligenz über die Lebensspanne weisen darauf hin, dass eine Abnahme der mentalen Geschwindigkeit mit einem Abbau der fluiden Intelligenz (im Sinne Cattells) einhergeht, während die kristalline Intelligenz unbeeinflusst bleibt (Finkel et al., 2007) und bestätigen somit die Bedeutung der Geschwindigkeitskomponente. Die Frage ist jedoch noch nicht endgültig gelöst; erschwerend kommt hinzu, dass auch mentale Geschwindigkeit ein deutlich komplexeres Konstrukt ist als früher vermutet (vgl. Nettelbeck, 2011).

### Arbeitsgedächtnis
Kyllonen and Christal (1990) postulierten, dass Arbeitsgedächtnis und Schlussfolgern (als die zentrale Komponente der Intelligenz; vgl. Guttmans Radex-Modell) im Wesentlichen dasselbe Konstrukt seien. Bestätigt wurde dies durch Befunde von Süß et al. (2002), die speziell die Arbeitsgedächtniskapazität untersuchten. Eine Metaanalyse von Ackerman et al. (2005) widerlegte jedoch die Annahme, dass Intelligenz und Arbeitsgedächtnis identisch seien; die messfehlerbereinigten Korrelationen liegen lediglich im mittleren Bereich um r = 48. Auch diese Befunde blieben jedoch nicht unwidersprochen (z. B. Oberauer et al., 2005; Kane et al., 2005).

## Information Processing Theory
Die information processing theory verwirft die Idee von grundlegenden Faktoren der Intelligenz. Sie befasst sich vielmehr mit den während der Informationsverarbeitung ablaufenden kognitiven Prozessen.
Im Wesentlichen interessieren hier drei Fragen:
- Welche Art von kognitivem Prozess läuft ab?
- Wie akkurat wird dieser Prozess ausgeführt (also wie schnell, wie aufwändig etc.)?
- Welche mentale Repräsentation liegt diesem Prozess zugrunde (also denkt jemand gerade in Bildern, oder in abstrakten Zahlen etc.)?

### Sternbergs triarchisches Modell (Komponentenmodell)
Einer der wichtigsten Vertreter des Informationsverarbeitungsansatzes ist Robert Sternberg. Er postuliert in seinem triarchischen Modell drei Theorien:
- Kontexttheorie: Jeder Mensch verfügt über eine kulturspezifische bzw. umweltspezifische Intelligenz. Diese ermöglicht es ihm, sich in seine Umwelt zu integrieren, soziale Kontakte zu knüpfen und zu pflegen und kulturelle Normen mehr oder weniger zu befolgen.
- Zwei-Facetten-Theorie: Zur Untersuchung der Intelligenz ist es nicht nur nötig, die zugrunde liegenden Lösungsprozesse, die Durchführung und Ergebnisse zu erfassen. Zudem ist es wichtig, die Routine bzw. Automatisierung der Prozesse zu erfassen, da diese einen wichtigen Einfluss auf Akkuratesse und Ergebnis einer Lösungsstrategie hat.
- Komponententheorie: Sternberg unterscheidet fünf Komponenten von kognitiven Prozessen

1) Performanzkomponenten: Diese sind bereichsspezifische Fähigkeiten bzw. Lösungsstrategien. Eine Rechenaufgabe erfordert z. B. eine abstrakt-mathematische Lösungsstrategie, eine Wortaufgabe hingegen eher verbale Fähigkeiten.
2) Metakomponente: Diese entspricht weitestgehend einer übergeordneten exekutiven Kontrolle. Sie entscheidet, welche Performanzkomponenten in einer bestimmten Situation zur Anwendung kommen.
3) Akquisitionskomponente: Hier wird auf das Speichern bzw. Enkodieren von Informationen Bezug genommen. Wie 4) entspricht diese Komponente einer Gedächtnisfunktion.
4) Retentionskomponente: Diese bezieht sich auf das Behalten und den Abruf von Informationen aus dem Gedächtnis.
5) Transfer-Komponente: Die letzte Komponente betrifft die Übertragung von Wissen bzw. Fertigkeiten, die in einer bestimmten Situation gelernt wurden, auf andere Problemstellungen und Situationen.
Ein weiteres Verdienst Sternbergs liegt in seiner Erweiterung des Intelligenzbegriffes. Intelligenz umfasst demnach Lernen aus Erfahrung, abstraktes Schlussfolgern, die Fähigkeit, sich einer ständig weiterentwickelnden und verändernden Umwelt anzupassen und die Motivation, überhaupt neues Wissen bzw. Fertigkeiten zu erlangen. Die ersten beiden Punkte werden bereits von verbreiteten Intelligenztests erfasst. Die letzten beiden Punkte finden bisher jedoch wenig bis keine Berücksichtigung bei der Erfassung von „Intelligenz“.

## Multiple Intelligenz nach Gardner
Howard Gardner vertritt die Ansicht, dass wir nicht eine, sondern mehrere voneinander unabhängige Intelligenzen – also eine multiple Intelligenz – besitzen. Diese Theorie heißt Theorie der multiplen Intelligenzen.
Dabei geht er nicht nur so weit, diese Intelligenzen in bereichsspezifische Einheiten (ähnlich einigen Faktortheorien) zu unterteilen, sondern verortet sie auch in voneinander unabhängigen modulähnlichen Organisationsformen im Gehirn. Jeder Intelligenz soll ein eigener neuronaler „Schaltkreis“ im Gehirn zugrunde liegen. Beeinträchtigungen bzw. Verletzung der einen Intelligenz soll somit keinerlei Einfluss auf andere Intelligenzen haben.
Eine weitere Einteilung Gardners der Intelligenz umfasst zwei Bereiche:
Intrapersonale Intelligenz bezieht sich auf das Wissen über die eigene Person, die Interpretation eigener Gefühle und Verhaltensweisen, die Vorhersage eigenen Verhaltens etc.
Interpersonale Intelligenz umfasst zwischenmenschliche Wissens- und Fertigkeitsanteile. Zum Beispiel die Vorhersage des Verhaltens anderer Menschen, empathische Fähigkeiten, die Fähigkeit sich entsprechend den Erwartungen anderer zu verhalten etc.
Viele Intelligenzforscher kritisieren die Arbeiten Gardners jedoch als nicht durch wissenschaftliche Forschungsergebnisse gestützt.

## Jensen und Eysenck: Zwei Grundprozesse der Intelligenz
Arthur Jensen und Hans Jürgen Eysenck gehen davon aus, dass es zwei Grundprozesse der Intelligenz gibt. Sie bezeichnen diese als Level I abilities und Level II abilities (auf Deutsch: Fähigkeiten der Ebene I und Fähigkeiten der Ebene II). Ebene I (assoziative Fähigkeit) erhält die neurale Registrierung und Konsolidierung der Reizeingänge und die Bildung von Assoziationen. Ebene II (kognitive, begriffliche Fähigkeiten) umfasst die Evaluation der Stimuli. Begriffslernen und Problemlösen sind gute Beispiele. Intelligenztests, besonders sprachliche, dienen dazu, die Fähigkeiten der Ebene II zu erfassen.
Um die Fähigkeiten der Ebene I zu erfassen, ist der so genannte Zahlen-Verbindungs-Test (engl. Trail making test; Zahlen oder Buchstaben, die zufällig über ein Blatt verteilt sind, sollen mit einer Linie in richtiger Reihenfolge verbunden werden.) geeignet. Es gibt nur eine geringe Korrelation von Fähigkeiten der Ebene I und Fähigkeiten der Ebene II.